# Jonggvang (Dél-Hamgjong)
Jonggvang (hangul: 영광군, Jonggvang-kun, handzsa: 榮光郡, RR: Yŏnggwang-kun, ’dicsőség’) megye Észak-Koreában, Dél-Hamgjong (Hamgyŏng) tartományban. 1952-ben választották le Hamdzsu (Hamju) külterületeiből Oro (오로; 五老, Oro) néven és emelték megyei rangra. 1981-ben nyerte el mai nevét.

## Földrajza
Északról Csangdzsin (Changjin) és Sinhung (Sinhŭng), keletről Hamhung (Hamhŭng), délről Hamdzsu (Hamju), nyugatról Dél-Phjongan (P'yŏngan) tartománybeli Tehung (Taehŭng) határolja.
Legmagasabb pontja az 1744 méter magas Madeszan (마대산; 馬垈山, Madaesan).

## Közigazgatása
1 községből (up (ŭp)), 24 faluból (ri (ri)) és 1 munkásnegyedből (rodongdzsagu (rodongjagu)) áll:
| - Jonggvang-up (영광읍; 榮光邑, Yŏnggwang-ŭp) - Szudzson-rodongdzsagu (수전로동자구; 水電勞動者區, Sujŏn-rodongjagu) - Kvanszu-ri (관수리; 觀水里, Kwansu-ri) - Kiszang-ri (기상리; 岐上里, Kisang-ri) - Tongjang-ri (동양리; 東陽里, Tongyang-ri) - Tongdzsung-ri (동중리; 東中里, Tongjung-ri) - Rjongdong-ri (룡동리; 龍洞里, Ryongdong-ri) - Ponghung-ri (봉흥리; 鳳興里, Ponghŭng-ri) - Szancshang-ri (산창리; 山蒼里, Sanch'ang-ri) - Szamhung-ri (삼흥리; 三興里, Samhŭng-ri) - Szangdzsung-ri (상중리; 上中里, Sangjung-ri) - Szangthong-ri (상통리; 上通里, Sangt'ong-ri) - Sindok-ri (신덕리; 新德里, Sindŏk-ri) | - Sinszang-ri (신상리; 新上里, Sinsang-ri) - Sszangszong-ri (쌍송리; 雙松里, Ssangsong-ri) - Inda-ri (인다리; 仁多里, Inda-ri) - Csadong-ri (자동리; 柘洞里, Chadong-ri) - Csanghung-ri (장흥리; 長興里, Changhŭng-ri) - Csondong-ri (전동리; 典洞里, Chŏndong-ri) - Csungszang-ri (중상리; 中上里, Chungsang-ri) - Cshonbulszan-ri (천불산리; 千佛山里, Ch'ŏnbulsan-ri) - Phungszang-ri (풍상리; 豊上里, P'ungsang-ri) - Phungho-ri (풍호리; 豊湖里, P'ungho-ri) - Hvadzsang-ri (화장리; 花藏里, Hwajang-ri) - Hudzsu-ri (후주리; 後州里, Huju-ri) - Hungbong-ri (흥봉리; 興峯里, Hŭngbong-ri) |

## Gazdaság
Jonggvang (Yŏnggwang) megye gazdasága élelmiszeriparra, textiliparra, papírgyártásra épül.

## Oktatás
Jonggvang (Yŏnggwang) megye egy főiskolának, kb. 30 általános és 20 középiskolának ad otthont.

## Egészségügy
A megye számos egészségügyi intézménnyel rendelkezik, köztük 1 megyei és számos helyi kórházzal.

## Közlekedés
A megye közutakon a szomszédos helységek felől közelíthető meg. A megye vasúti kapcsolattal rendelkezik, a Sinhung (Sinhŭng) és Csangdzsin (Changjin) vonalak része.